# TCM-20防空機炮塔
TCM-20防空機炮塔是以色列航太以M45防空機槍塔硬體改良開發的中口徑防空武器，在中東戰爭時為以色列陸軍與以色列空軍普遍的固定／自行防空武器。在1980年代引進M163自走防炮車後開始汰除，並有輸出給非洲與中南美洲國家之紀錄。

## 簡介
以色列在建國後大量搜購歐美國家的二戰剩餘物資裝備軍隊，從美國蒐購來的武器中，包括了搭配在M3半履帶車上的M45防空機槍塔。隨著現代化噴射機成為中東戰場的主角，12.7公厘子彈的威力顯著的不足。為了強化防空能力，1969年以色列將軍械庫內使用的希斯潘諾.西札HS.404機炮改裝在M45防空機槍塔上。。當時在建國初期蒐羅的退役戰機中整理出許多HS.404機炮，使得以色列航太不缺改造資材。但以色列保留了原本M45配賦的光學瞄具與炮座電力控制裝置，因此在接戰能力上並沒有改變，僅只有強化槍塔投射火力。
將防空槍塔上的機槍換為機炮，此改造在美國軍方也曾經嘗試，美軍將奧瑞崗FF機炮改裝的版本稱為T10E1，但評估效益不足，故未制式化量產。
此改裝的實際完工時間約在1970年代初完成，並在1970年代初量產了370座至500座左右。首次實戰為1973年的贖罪日戰爭，在該戰役中TCM-20防空機炮塔擊落了26架阿拉伯國家戰機，證明了這個改裝富具效益。除了固定型號，以色列軍方也將槍塔佈署在繳獲的蘇聯BTR-152輪型裝甲運兵車上，成為自走防空炮車。以色列使用TCM-20的最後已知紀錄是1982年第五次以阿戰爭，此後以色列機械化部隊的防空武器便改用M163自走防炮車。
汰除後的TCM-20，有相當數量出售給中南美洲國家，包括固定陣地或自走型均有使用。

## 相關照片

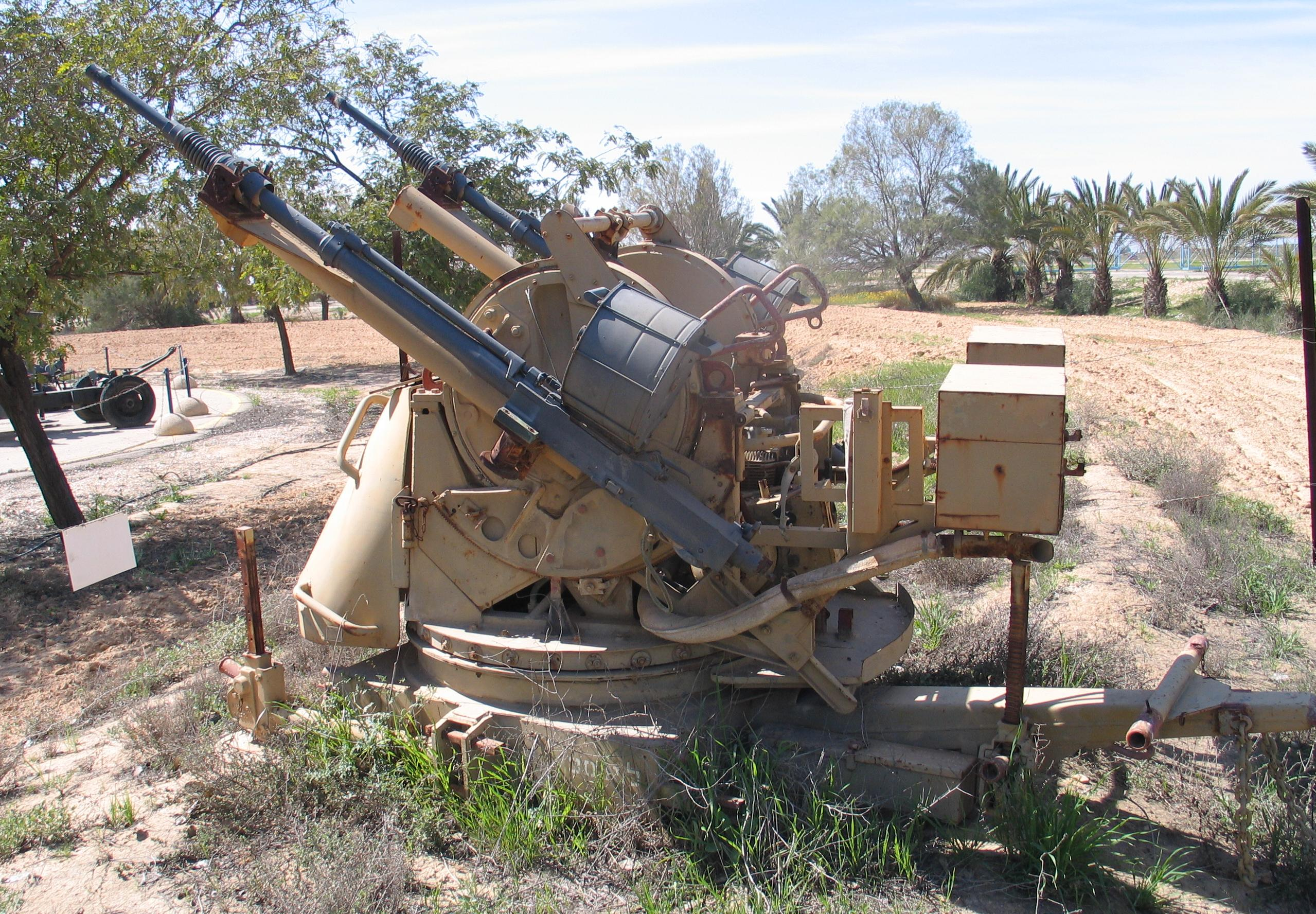
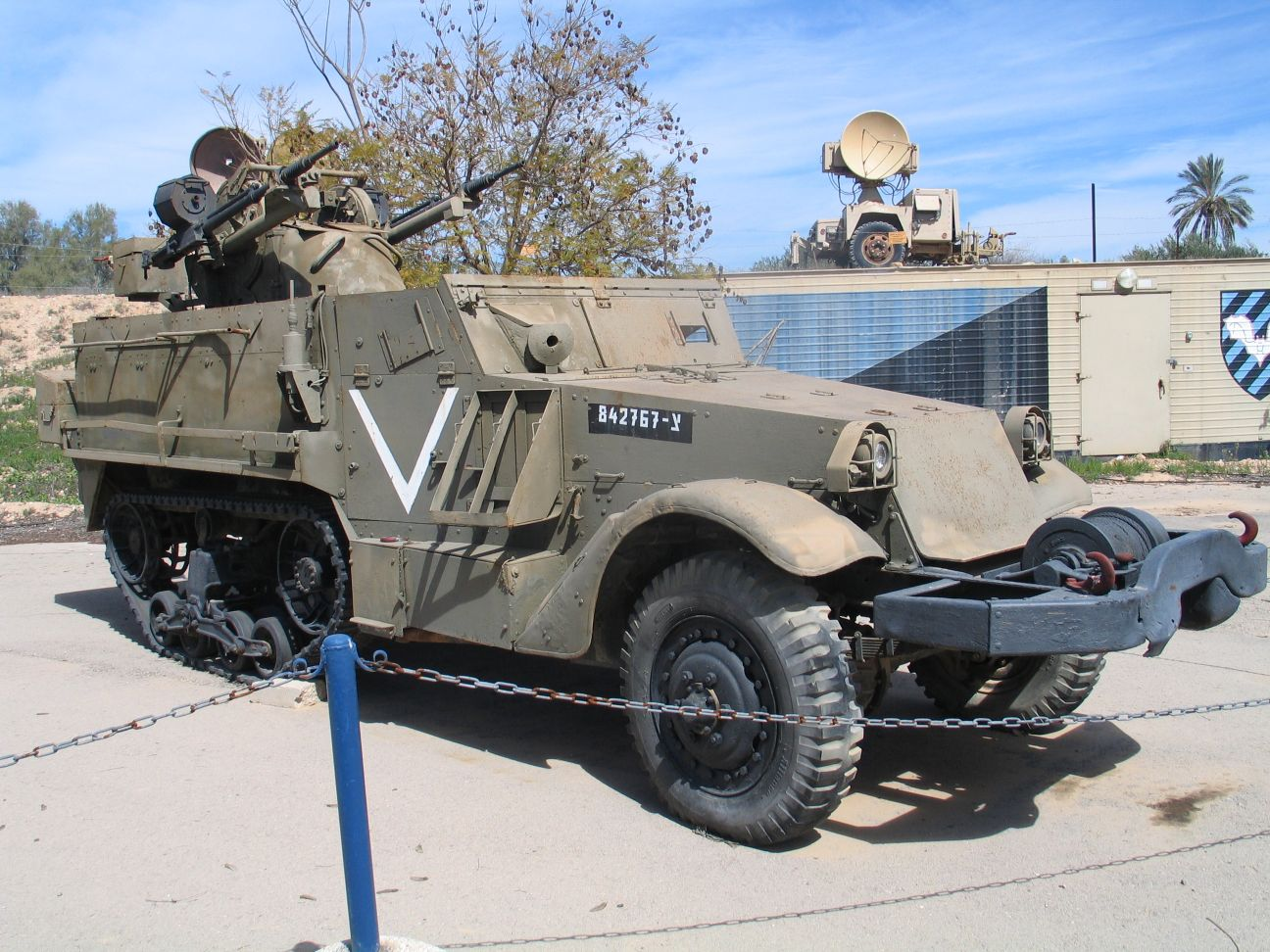
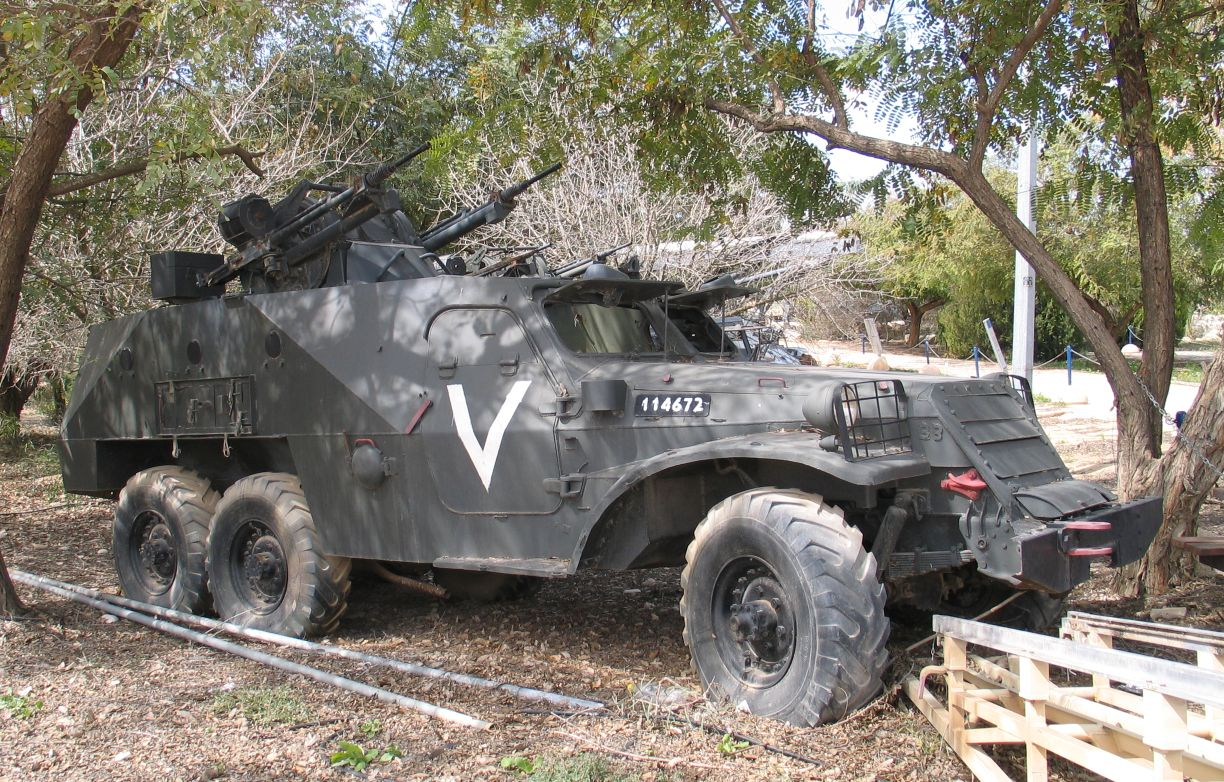

## 相關裝備
- M45防空機槍塔
- T-82防空炮